# Ismérv
Ismérvnek vagy statisztikai változónak nevezzük a statisztikában egy sokaság elemeinek tulajdonságait. Ismérv minden olyan szempont vagy kritérium, ami szerint a sokaságot vizsgáljuk.
Léteznek közös ismérvek, amelyek igazak a sokaság minden egyedére, és megkülönböztető ismérvek, amik alapján az egyedek elkülöníthetőek.
|                                | Minőségi ismérvek (kvalitatív, kategoriális) | Minőségi ismérvek (kvalitatív, kategoriális) | Mennyiségi ismérvek (kvantitatív, számszerű)  | Mennyiségi ismérvek (kvantitatív, számszerű)            |
| Skála                          | nominális (egyenrangú)                       | ordinális (rangsorolt)                       | diszkrét (számlálható)                        | folytonos (mérhető)                                     |
| Példák                         | vércsoport                                   | betegség súlyossága                          | fogak száma                                   | testmagasság                                            |
| A skálán elvégezhető műveletek | azonosság (=, ≠)                             | azonosság (=, ≠) sorrend (<, >)              | azonosság (=, ≠) sorrend (<, >) különbség (–) | azonosság (=, ≠) sorrend (<, >) különbség (–) arány (/) |

Szociológiai felméréseknél az alábbi gyakorlati csoportosítást használják:
| Fajta           | Fajta             | Példák                       |
| --------------- | ----------------- | ---------------------------- |
| Területi ismérv | Területi ismérv   | ország, város, megye         |
| Időbeli ismérv  | Időbeli ismérv    | nap, hónap, év               |
| Tárgyi ismérv   | Minőségi ismérv   | nem, iskolai végzettség      |
| Tárgyi ismérv   | Mennyiségi ismérv | nyereség, életkor, jövedelem |

A sokaság elemeire a vizsgált ismérv szerint különféle ismérvváltozatok jellemzők; például ha a „nem” az ismérv, akkor a „férfi” és a „nő” a lehetséges ismérvváltozatai. Alternatív ismérvnek nevezzük az olyan ismérveket, amelyeknek csak két ismérvváltozata létezik. A mennyiségi ismérvek ismérvváltozatai ismérvértékeknek is hívhatók.
A kódolás az a folyamat, amelynek segítségével a területi, időbeli, illetve minőségi ismérveket is számszerűvé alakítjuk át (például a megyékhez a nevük betűrendjében számokat rendelünk 1-től 19-ig vagy a vizsgateljesítményhez osztályzatokat 1-től 5-ig). Ezek az ismérvek azonban, bár számszerűek, így sem rendelkeznek a mennyiségi ismérvek valamennyi tulajdonságával. Például ha az emberek kedvenc színét kódokkal jelöljük (1 = kék, 2 = zöld, 3 = piros, 4 = sárga, 5 = egyéb), akkor sem értelmezhetjük úgy a színkódok átlagát (pl. 3,5 = piros és sárga közé eső szín, azaz narancssárga), mint egy „átlagosan elfogadott” színt. Ha pedig máshogy határoztuk volna meg a kódszámokat (1 = zöld, 2 = sárga, 3 = piros, 4 = kék, 5 = egyéb), akkor ugyanez az átlag másik színt jelölne (lila).

## Mérési skálák
- Nominális szint: 
  - nem sorolható minőség szerint
  - pl. nem (férfi vagy nő); kedvenc szín (kék, piros, zöld, sárga, „egyéb, éspedig:”)
- Ordinális szint: 
  - egyértelműen sorrendbe lehet rakni az elemeket, de nem lehet az egyes elemek közötti különbséget egzaktul meghatározni
  - pl. egészség (kitűnő, jó, közepes, rossz)
- Intervallumszint: 
  - meghatározható az elemek sorrendje és távolsága, de a skálának nincsen természetes kiindulópontja, emiatt nem lehet meghatározni, hogy az egyik elem hányszor „jobb” a másiknál
  - pl. IQ (akinek 60 az IQ-ja, az nem „fele olyan okos”, mint akinek 120); Celsius-fok (ha tegnap 20 fok volt, és mára 40 fok lett, akkor nem mondhatni, hogy „kétszer olyan meleg van”)
- Aránymérő szint:
  - pontosan meghatározható az egyes elemek sorrendje, valamint két elem különbsége, és rendelkezik kiindulóponttal is (nulla)
  - pl. jövedelem, testsúly